# Bac de Rumpenheim
 (juillet 2023).

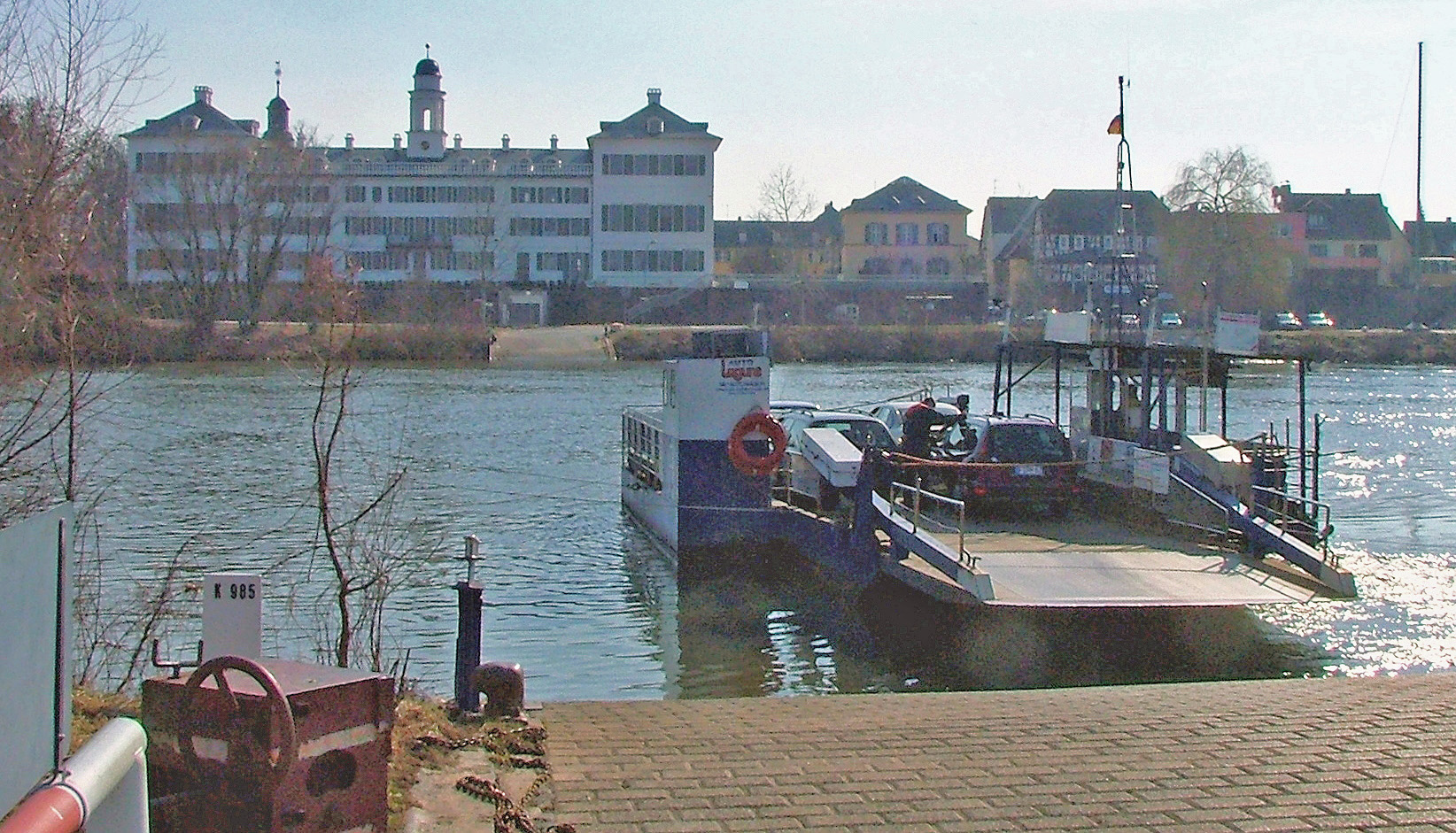
Bac de Rumpenheim

Le bac de Rumpenheim est un trolleybac qui relie Offenbach-Rumpenheim sur la rive sud du Main et une bretelle d'accès à la route fédérale 8 ; il est situé au kilomètre 48,06 du Main. 
En aval, le passage le plus proche sur le Main est le pont Carl Ulrich pour les véhicules à moteur et la passerelle Arthur von Weinberg pour les piétons et les vélos ; en amont, c'est le barrage de Mühlheim pour les piétons et les cyclistes et le pont de Steinheim pour les véhicules légers. Le bac sur le Main le plus proche en aval est le bac Höchst à Francfort-sur-le-Main.

## Histoire
La liaison par bac à Rumpenheim est documentée depuis le début du XVIIe siècle. Rumpenheim était un Hanau-Münzenberger, à partir de 1736 une enclave de Hesse-Kassel sur le côté sud du Main. La seule façon de visiter cette partie du pays sans avoir à quitter le comté pour le voyage était en bac.
En 1960, la construction de trois ponts principaux supplémentaires en amont du pont Carl Ulrich existant était prévue et en 1960, la ville d'Offenbach am Main décida donc de fermer le bac. Cependant, les ponts n'ont jamais été construits et le bac existe toujours aujourd'hui.
Le traversier exploité par la municipalité a été privatisé et vendu à Hans Dill, l'ancien locataire. Aujourd'hui, le bac est exploité par les enfants de Hans Dill. Ce qui est inhabituel, c'est que le service de bac est possible sans subventions publiques.

## Technique

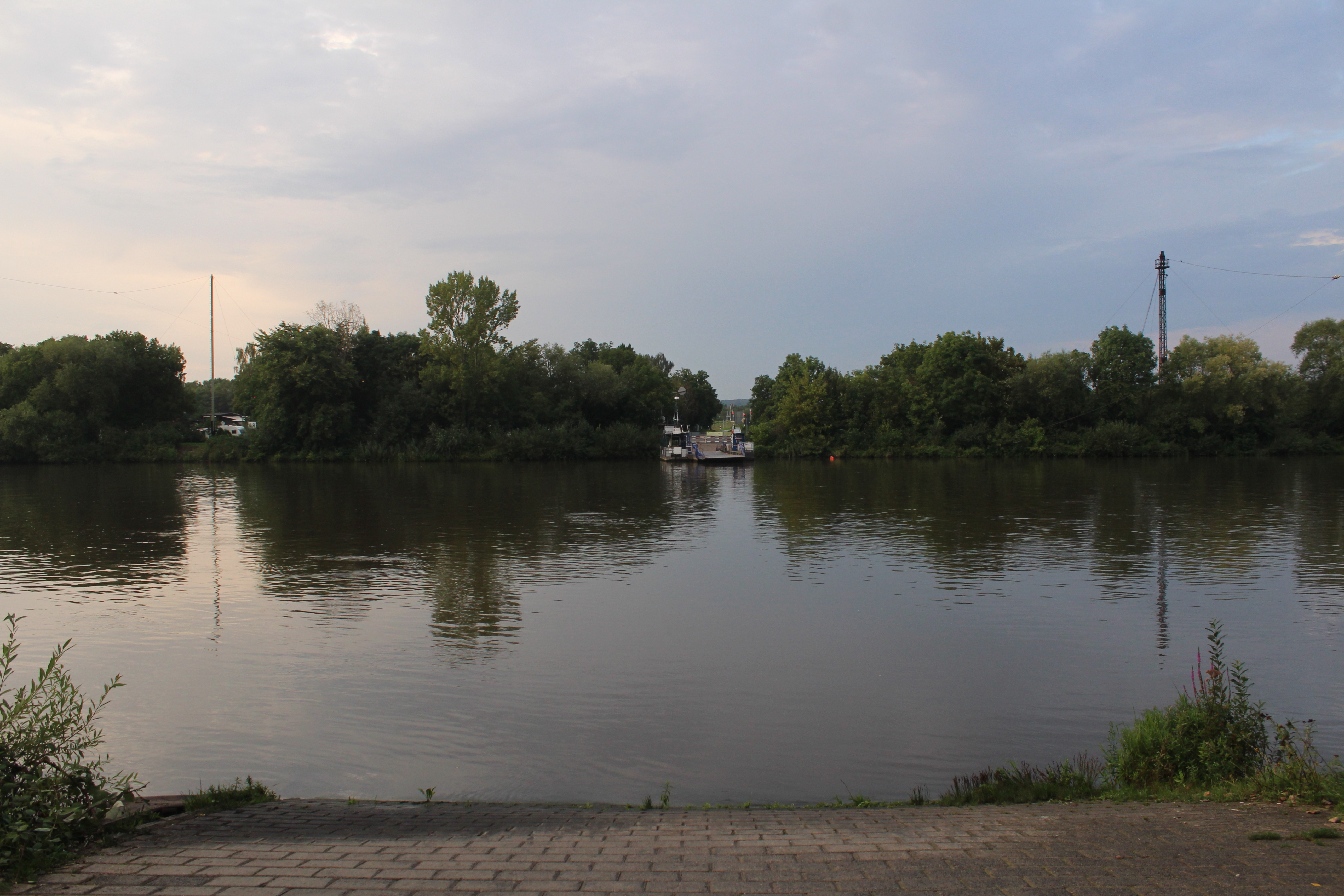
Bac de Rumpenheim avec pylone de fixation pour le câble de guidage ouest (à gauche) et pour le câble de guidage est (à droite)
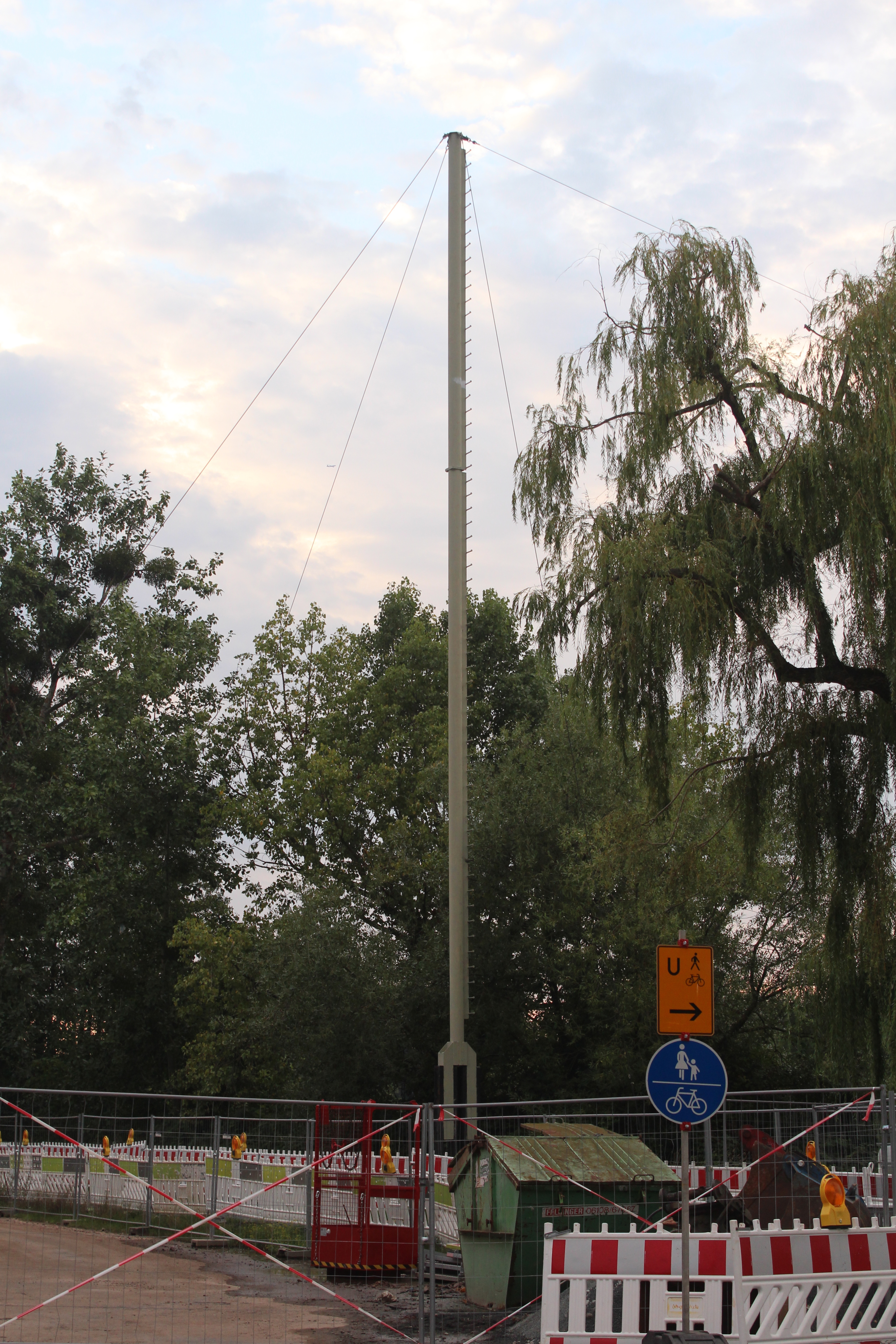
Mât sud de la corde de guidage ouest du bac de Rumpenheim
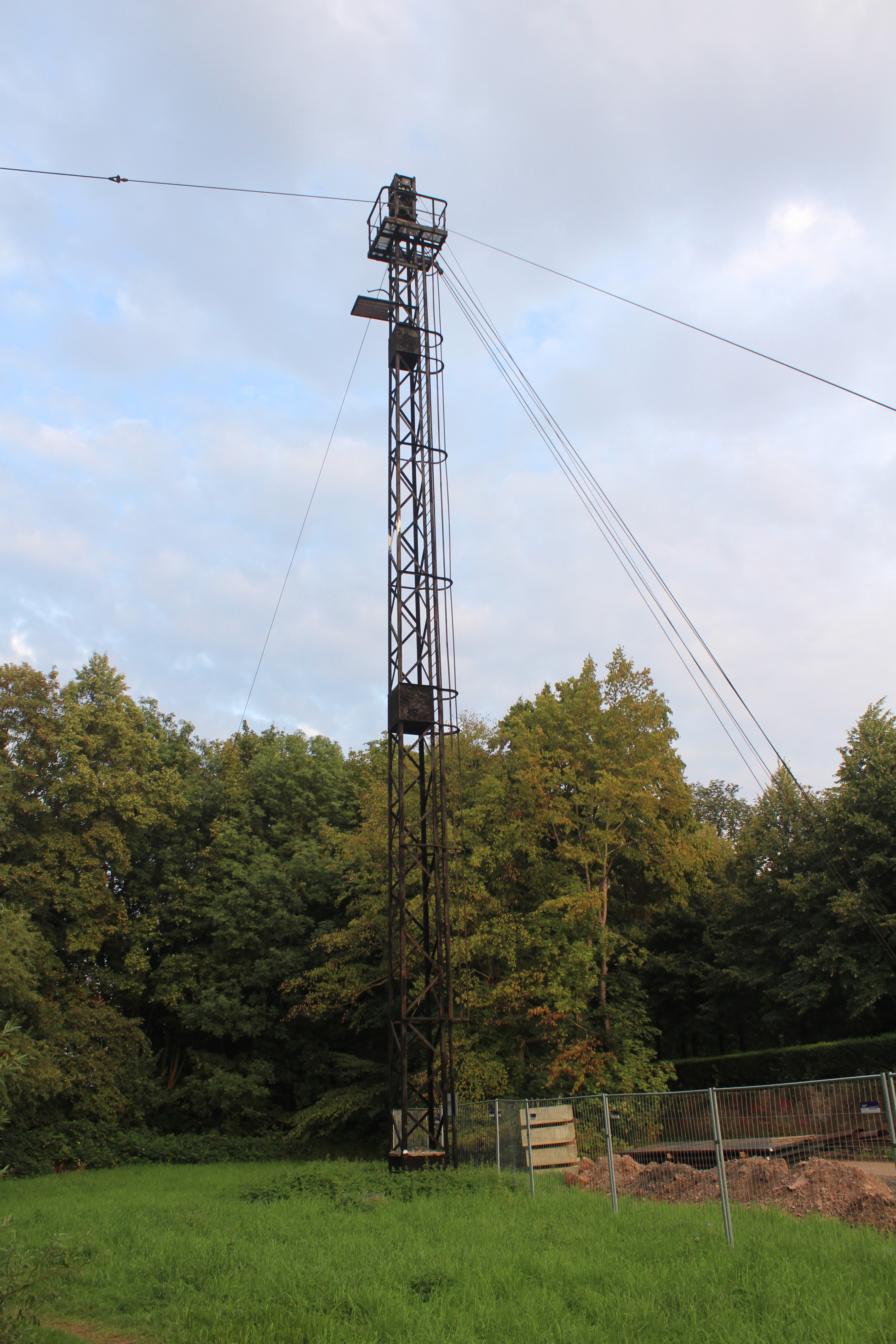
Mât sud de la corde de guidage est du bac de Rumpenheim

Le bac à câble de lacet a deux câbles de guidage qui empêchent le bac de dériver. L'un de ces câbles guides traverse la Main à l'ouest et l'autre à l'est de la route du traversier. Le câble ouest a une portée de 144 mètres et est attaché à des pylônes en acier tubulaire, tandis que le câble est a une portée de 173 mètres et est attaché à des pylônes en treillis.
 Le navire d'aujourd'hui date de 1946 ; il est utilisé à Rumpenheim depuis 1972, est nettement plus grand que son prédécesseur et était auparavant stationné sur la Moselle. Deux moteurs diesel de 26 et 42 ch provoquent l'alimentation. Jusqu'en 1972, le bac de Rumpenheim était exploité comme un trolleybus.
Le bac a une charge utile maximale de 8,4 tonnes, mais les véhicules individuels ne peuvent pas peser plus de 4,9 tonnes.

## Reliques de l'opération caténaire

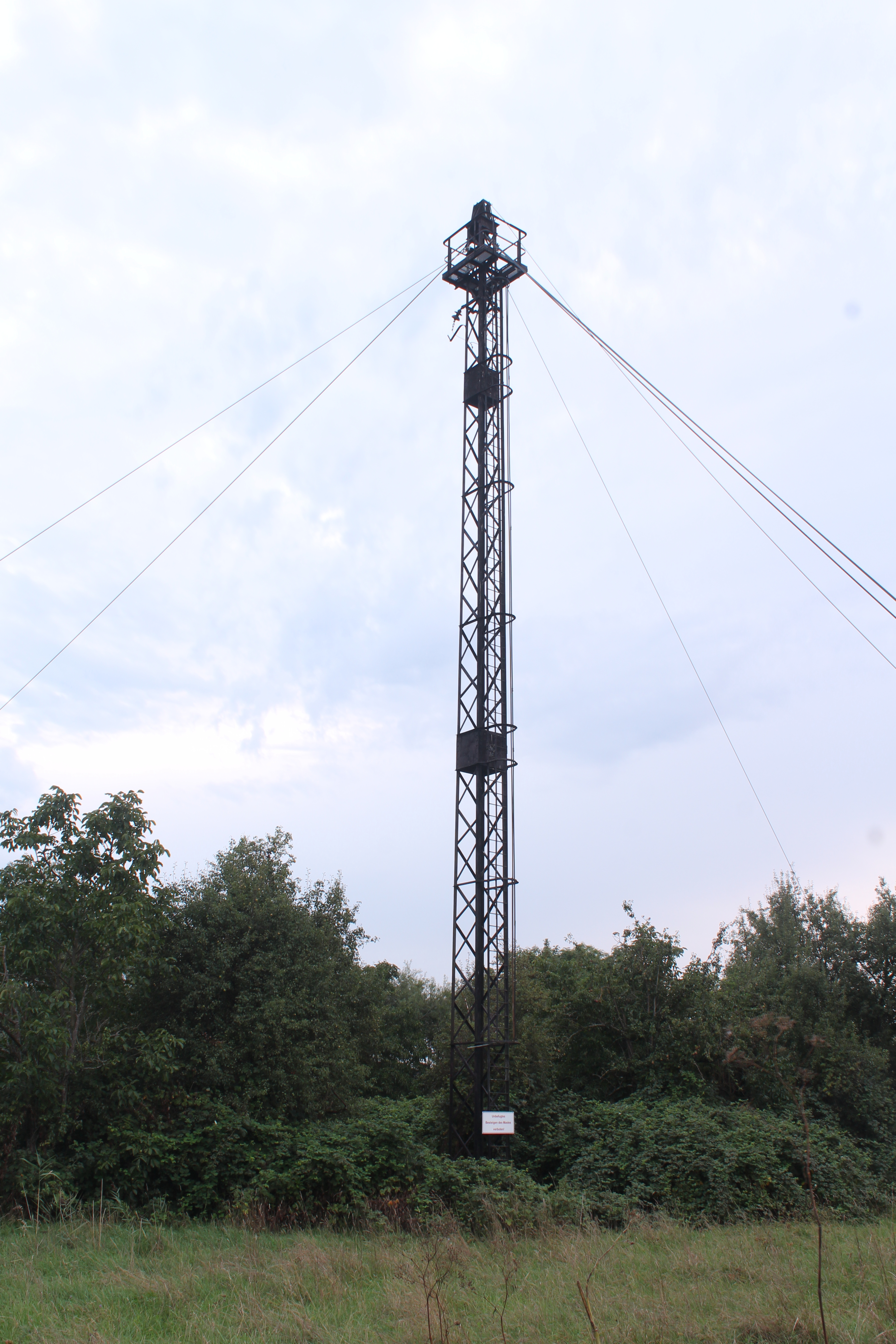
Mât nord du fil guide est
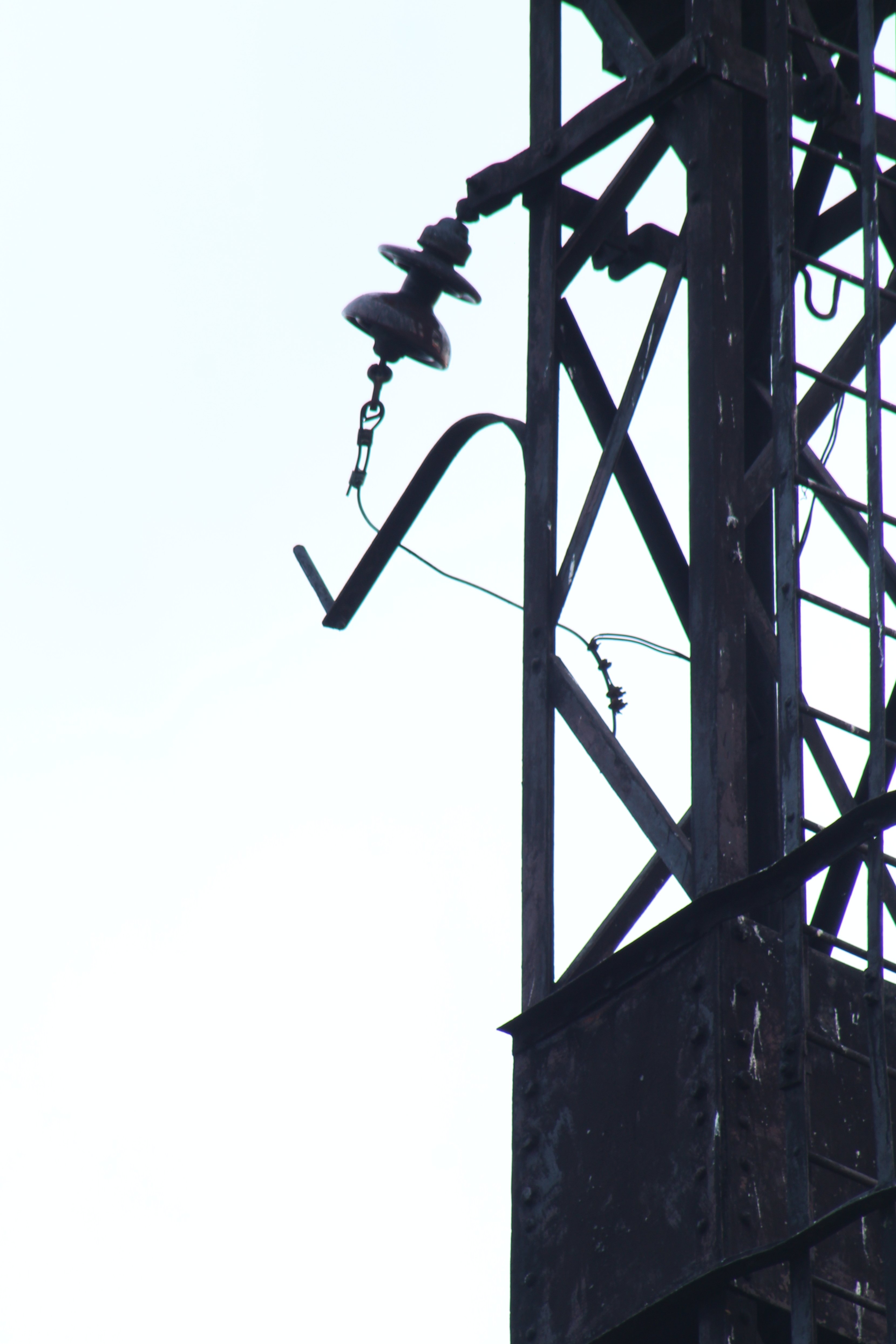
Isolateur sur le mât nord du fil guide est

De la fin des années 1940 à 1971, le bac de Rumpenheim était exploité comme une bac à chariot. Un isolateur avec une courte fil est toujours attaché au mât nord, qui porte le câble de guidage est.

## Service
Le bac circule tous les jours au moins de 8h00 à 20h30, en semaine et pendant les mois d'été également au-delà. Les tarifs des ferries commencent à 40 centimes pour un aller simple par un piéton et vont jusqu'à 1,60 euro pour les camionnettes. Les billets du Rhein-Main-Verkehrsverbund (RMV) ne sont pas reconnus (à partir de juin 2015), bien que le ferry principal de Rumpenheim avec le numéro de ligne OF-19 soit inclus dans son schéma de numérotation.

## Liens
- https://www.binnenschifferforum.de/showthread.php?110822-Schiffsbetrieb-mit-Oberleitung/page3
- https://www.rhetos.de/html/lex/mainfaehre_rumpenheim.htm